# 傲姓
傲，也作骜，是中国现代罕见姓氏，但分布较广，包括山西、河北、河南、安徽、浙江、江西、湖北、湖南、黑龙江、四川、海南、吉林等地。
宋代《百家姓》中并未收录此姓。